# Benno Böhm
Benno Böhm (* 17. Mai 1891 in Allenstein; † 11. August 1969 in Tübingen) war ein deutscher Gymnasiallehrer.

## Leben
Benno Böhm war Sohn des Realschullehrers Augustinus Böhm (1862 – 1945) und dessen Ehefrau Rosa, geborene Zint (1861 – 1945). Nach Besuch des humanistischen Gymnasiums von Allenstein und der Reifeprüfung im Jahr 1909 studierte er in München, Berlin und Königsberg. Im Jahr 1913 erhielt er das Staatsexamen in den Fächern Griechisch, Latein und philosophische Propädeutik. Im selben Jahr legte er mit seiner Dissertation über Cornelius Labeo das Doktor-Examen ab.
Während des Ersten Weltkriegs meldete sich Böhm 1914 freiwillig zum Kriegsdienst. Er erlebte schwere Kämpfe an der Ost- und Westfront und blieb bis Anfang 1919 Soldat. Anschließend schloss er sein Referendariat in Gumbinnen ab und ging noch 1919 als Studienassessor nach Allenstein. Er erhielt außerdem die Lehrbefugnis für das Fach „Deutsch“ und wurde 1921 zum Studienrat ernannt. Er galt als außergewöhnlich didaktisch begabt und konnte gut auf die Denkweisen der Schüler eingehen.
Im Jahr 1923 heiratete er Elisabeth Marienfeld (* 25. Mai 1895 in Main), mit der er zwei Töchter hatte. 1926/27 besuchte er in Berlin eine dem Zentralinstitut für Erziehung und Unterricht angegliederte Studiengemeinschaft für wissenschaftliche Studien unter der Leitung von Eduard Spranger. Während dieser Zeit besuchte er die Preußische Staatsbibliothek und eignete sich das Wissen für sein Buch Sokrates im 18. Jahrhundert an, dessen Manuskript er 1928 fertigstellte. Spranger stellte das Werk der Preußischen Akademie der Wissenschaften vor. Bei der „Leibniz-Sitzung“ am 5. Juli 1928 verlieh die Akademie einen Preis für das Werk.
Böhms Buch über Sokrates kam Ende 1928, vordatiert auf 1929, heraus. Darin stellte er die Entwicklung der neuzeitlichen geistlichen Welt während des 18. Jahrhunderts und Sokrates Einflüsse hierauf dar. Fachleute schätzten das Buch, da sich Böhm mit den wichtigsten Fragestellungen beschäftigte und umfangreich wichtigen Stoff erstmals erarbeitet hatte.
Von 1929 bis 1932 hatte Böhm als Schriftleiter der Gesellschaft für wissenschaftliche Pädagogik seinen Wohnsitz in Berlin, wo er die Zeitschrift für Geschichte der Erziehung und des Unterrichts herausgab. Außerdem gestaltete er die Abschnitte Geschichte der Erziehung, des Schulwesens und der Wissenschaften, die in der Quellenkunde der deutschen Geschichte von Friedrich Christoph Dahlmann und Georg Waitz in der Auflage von 1932 enthalten waren.
Böhm ging 1932 als Direktor an das Gymnasium von Heilsberg, an dem er 1937 eine harte Auseinandersetzung mit dem Kreisleiter der NSDAP hatte. Aus diesem Grund wurde er nach Wehlau zwangsversetzt. Ab 1939 kämpfte er als Soldat, nahm an schweren Schlachten an der Ostfront teil und erlitt Verletzungen. Er wurde mehrfach ausgezeichnet und zum Major und Abteilungskommandeur befördert. Im Winter 1944/45 hielt er sich in Norwegen auf. Im März/April 1945 unternahm er eine Dienstreise nach Berlin. Während der Rückreise endete der Zweite Weltkrieg. Böhm verbrachte danach kurze Zeit in einem Internierungslager bei Büsum.
Am 15. Oktober 1945 übernahm Böhm als Oberstudiendirektor die Leitung der Kieler Gelehrtenschule. Er fand zerstörte Schulgebäude vor, musste auf mehrere verstorbene Lehrer verzichten. Zahlreiche Schüler lebten aufgrund der Bombenangriffe in Angeln, der Lübecker Bucht oder Österreich, hatten als Soldaten gedient oder bei der Luftabwehr geholfen.
Böhm hatte genaue Ideen über den Wiederaufbau der Schule. Er hatte die Fähigkeit, Probleme im Dialog zu beseitigen und verband die pädagogische Praxis mit einem philosophisch-historischen Weltbild. Dies machte ihn schnell zu einem sehr angesehenen Schulleiter. Er führte wieder geregelten Unterricht ein, schuf eine Schülerselbstverwaltung,  bezog die Eltern mit ein und nahm sich der musikalischen Interessen der Schüler an. 1950 spielten die Schüler Die Perser, 1954 König Ödipus.
Als Böhms besondere Leistung ist seine enge Zusammenarbeit mit den Architekten anzusehen, zu der es im Rahmen des Neubaus der Schule kam. 1953 konnten die Arbeiten fertiggestellt werden. Ab 1955 litt Böhm, der lebenslang sportlich aktiv und gesund gewesen war, an den Folgen der Kriegsteilnahmen und der folgenden Hungersnöten. Er erkrankte und ging im Oktober 1956 in den Ruhestand. Danach verlegte er seinen Wohnsitz nach Tübingen und wohnte dort bis Lebensende.